# Daniel Hernandes
Daniel Andrey Hernandes (* 17. dubna 1979 São Paulo, Brazílie) je bývalý brazilský zápasník–judista.

## Sportovní kariéra
S judem začínal v 6 letech v rodném São Paulu. V brazilské judistické reprezentaci se pohyboval od roku 1998 v nejtěžší váhové kategorii. V roce 2000 se kvalifikoval na olympijské hry v Sydney. Ve druhém kole vyřadil Čecha Petra Jákla mladšího, ale v dalším kole vypadl s Estoncem Indrekem Pertelsonem. V roce 2004 startoval na olympijských hrách v Athénách jako vítěz Panamerických her a vypadl ve druhém kole s Tamerlanem Tmenovem z Ruska. Od roku 2005 ho z pozice reprezentační jedničky sesadil Walter Santos. V roce 2008 a 2012 se na olympijské hry nekvalifikoval. Sportovní kariéru ukončil v roce 2014. Věnuje se trenérské práci.

### Vítězství
- 2009 - 1x světový pohár (Rio de Janeiro)

## Výsledky

### Váhové kategorie
| Turnaj                  | 1998           | 1999           | 2000           | 2001           | 2002           | 2003           | 2004           | 2005           | 2006           | 2007           | 2008           | 2009           | 2010           | 2011           |
| Turnaj                  | 19             | 20             | 21             | 22             | 23             | 24             | 25             | 26             | 27             | 28             | 29             | 30             | 31             | 32             |
| Turnaj                  | polotěžká váha | polotěžká váha | polotěžká váha | polotěžká váha | polotěžká váha | polotěžká váha | polotěžká váha | polotěžká váha | polotěžká váha | polotěžká váha | polotěžká váha | polotěžká váha | polotěžká váha | polotěžká váha |
| ----------------------- | -------------- | -------------- | -------------- | -------------- | -------------- | -------------- | -------------- | -------------- | -------------- | -------------- | -------------- | -------------- | -------------- | -------------- |
| Olympijské hry          |                |                | úč.            |                |                |                | úč.            |                |                |                | —              |                |                |                |
| Mistrovství světa       |                | úč.            |                | úč.            |                | 5.             |                | —              |                | —              |                | 5.             | —              | úč.            |
| Panamerické hry         |                | 2.             |                |                |                | 1.             |                |                |                | —              |                |                |                | —              |
| Panamerické mistrovství | 3.             | —              | —              | —              | 1.             | 1.             | 2.             | —              | 1.             | 1.             | —              | —              | 2.             | —              |

### Bez rozdílu vah
| Turnaj                  | 1998 | 1999 | 2000 | 2001 | 2002 | 2003 | 2004 | 2005 | 2006 | 2007 | 2008 | 2009 | 2010 | 2011 |
| Turnaj                  | 19   | 20   | 21   | 22   | 23   | 24   | 25   | 26   | 27   | 28   | 29   | 30   | 31   | 32   |
| ----------------------- | ---- | ---- | ---- | ---- | ---- | ---- | ---- | ---- | ---- | ---- | ---- | ---- | ---- | ---- |
| Mistrovství světa       |      | 5.   |      | 5.   |      | 7.   |      | —    |      | 5.   | —    |      | —    | úč.  |
| Panamerické mistrovství | —    | —    | —    | —    | 1.   | —    | —    | —    | —    | —    | —    | —    | —    |      |